# Stazione di Montesanto (Napoli)
La stazione di Montesanto è una stazione ferroviaria di Napoli, posta a capolinea delle linee ferroviarie Cumana e Circumflegrea, entrambe dell'Ente Autonomo Volturno, nonché capolinea a valle della funicolare omonima gestita dall'ANM. Si trova nel rione Montesanto nella II Municipalità.

## Storia
L'edificio risale agli anni ottanta del XIX secolo e fu realizzato su disegno dell'ingegnere Antonio Liotta ispirato allo stile liberty. Inaugurata nel 1889 come capolinea del primo tronco della Cumana, nel 1891 venne accostata ad essa la stazione a valle della funicolare di Montesanto, mentre nel 1962 è diventata terminale anche della Circumflegrea. Tra il 2005 ed il 2008 la stazione è stata oggetto di un impegnativo e radicale restauro ideato dall'architetto partenopeo Silvio D'Ascia che ha trasformato la struttura originaria grazie all'impiego di ampie superfici vetrate (1.700 m² di coperture vetrate) e membrature metalliche (3.500 m² di rivestimenti in acciaio inox). Durante i lavori di restauro, l'edificio ha continuato a svolgere la sua funzione senza interruzioni.
Nel 2008 iniziano i lavori per la costruzione di una linea ferroviaria di raccordo intermedio tra le due linee flegree.
Il 25 maggio 2016 la stazione è stata intitolata a Petru Birladeanu, vittima innocente della camorra, che fu erroneamente ucciso nella stazione stessa il 26 maggio 2009.

## Strutture e impianti

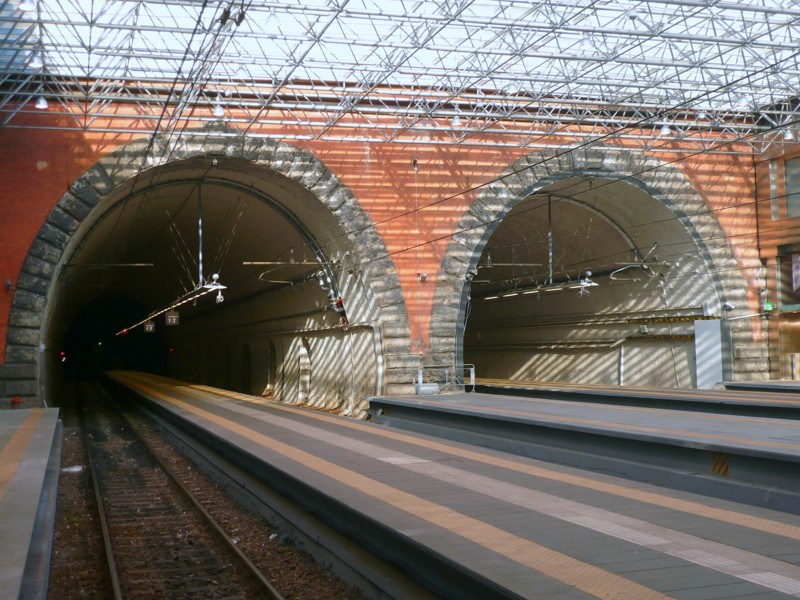
Tunnel della stazione di Montesanto: in quello a sinistra transita la ferrovia Cumana, in quello a destra la ferrovia Circumflegrea.

La stazione è situata su di un terrapieno e dispone di 4 binari smistati in due gallerie: il primo e il secondo fanno parte della ferrovia Cumana, il terzo e il quarto fanno parte della ferrovia Circumflegrea. Durante i primi anni di servizio, quando esisteva solamente la Cumana, i treni transitavano nella galleria a destra mentre quella di sinistra era semi-murata e disponeva di un solo binario; con l'avvento della Circumflegrea, il percorso finale della Cumana è stato indirizzato nel tunnel di sinistra (ristrutturato per l'occasione) e la neonata Circumflegrea ha usufruito di quello a destra. Il capolinea della funicolare è situato accanto al piazzale dei binari, protraendosi sul lato di via Montesanto.

## Movimento passeggeri
Trovandosi nel centro storico di Napoli ed essendo capolinea delle due ferrovie flegree, nonché della funicolare per il Vomero, il traffico passeggeri è molto sostenuto. La frequenza dei treni è di uno ogni 15 minuti per la ferrovia Cumana e di uno ogni 24 minuti per la ferrovia Circumflegrea. La stazione è frequentata giornalmente da 60.000 utenti, con un traffico di 200 treni al giorno.

## Servizi
La stazione dispone di:
- Biglietteria
- Accessibilità per portatori di handicap
- Bar
- Ascensori
- Scale mobili
- Servizi igienici (a pagamento)

## Interscambi
La stazione, oltre ad essere collegata direttamente con la funicolare di Montesanto, è situata a breve distanza dalla stazione RFI, servita dai convogli della linea 2, e dalla fermata Dante della linea 1.